# Karol Cengel
Karol Cengel (22. října 1915, Valča, Uhersko – 16. března 1987, Kláštor pod Znievom, Československo) byl slovenský preparátor, muzejní kurátor, lesník a entomolog, pracovník Povážského muzea v Žilině–Budatíně.

## Život
Karol cengel je málo známý, ale z hlediska muzeálního významný slovenský zoologický i entomologický preparátor. Věnoval se hlavně preparování ptáků a větších zvířat, ale také sběru a preparování hmyzu. V době svého života působil jako lesník a později jako preparátor v Povážském muzeu v Žilině–Budatíně (muzeum sídlí v prostorách Budatínského zámku), kde pracoval 20 let.
Karol Cengel se narodil 22. října 1915 v obci Valča na úpatí Lúčanské Malé Fatry. Po skončení základní školy v rodišti pokračoval ve studiu na čtyřleté měšťanské škole v Martině, kde se hlavně pod vlivem svého učitele přírodopisu začal významněji věnovat studiu přírodovědy. Začal si zakládat různé sbírky
přírodnin: herbáře, sbírky hmyzu a pokoušel se o zhotovení prvních preparátů živočichů.
Po ukončení povinné dvouleté prezenční vojenské služby v letech 1937–1939 začíná navštěvovat dvouletou lesnickou (horalskou) školu v Liptovském Hrádku, kterou ukončil v roce 1941, v době 2. světové války. Hned po skončení školy (1941) nastoupil jako lesník do služeb Univerzitní základny v Gápli (dnes součást Valašské Belé). Zde pracoval až téměř do konce roku 1944. V roce 1941, jako šestadvacetiletý se oženil s Máriou Šimkovou, která byla rodačka ze Slivian. Po skončení Druhé světové války působil v letech 1945–1949 jako lesník v Necpaloch.
Pro slovenskou entomologii má Karol Cengel význam v tom, že pro vícero entomologů ze Slovenska (RNDr. Vladimír Straka, Ing. Ivan Obuch, RNDr. Karel Hrubý a jiní) zabezpečoval různé sběry hmyzu: (ve volné přírodě, ale i parazity a jiné skupiny hmyzu - např. škvoři), které nasbíral a „vyčesal“ při preparování dermoplastických preparátů hlavně velkých savců Slovenska, ale i ptáků a jiných živočichů. V době svého života nasbíral i hodně hmyzu, který vypreparoval a mnohé druhy i správně určil. Své informace o sběrech hmyzu poskytl i slovenskému entomologovi RNDr. Karlu Hrubému k napsání jeho gigantického díla: „Prodromus lepidopter Slovenska“, které vyšlo v roce 1964. Informace o hmyzu od Karola Cengela jsou uvedeny v této práci na straně 99 a označené zkratkou, jako „Cl“.
Karol Cengel zemřel 16. března roku 1987 v Kláštore pod Znievom, kde je i pochován.
Jeho sbíky hmyzu a preparáty se nacházejí částečně v Turčianském muzeu Andreje Kmeťa v Martině a hlavní část v Povážském muzeu v Žilině–Budatíně. Menší části ze sbírek jeho preparátů se nalézají i v jiných muzeích na Slovensku a také v různých soukromých, převážně mysliveckých sbírkách různých majitelů.